# 两丫坪镇
两丫坪镇，是中华人民共和国湖南省怀化市溆浦县下辖的一个乡镇级行政单位。

## 行政区划
两丫坪镇下辖以下地区：
荷花社区、大坡头社区、黄金坪村、顿脚水村、坪庄龙村、江溪龙村、凉水井村、磉基冲村、青山村、洞庭村、提高村、当家村、王排村、黄金村、咀坡村和平安村。